# 鳩 (ピカソ)
『鳩』（はと、フランス語: La Colombe）は、パブロ・ピカソが1949年に制作したリトグラフである。黒い背景の上に白い鳩が描かれている。この絵は、1949年4月にパリで開催された世界平和評議会のポスターに使用されるなど、平和の象徴としての鳩の当時の象徴的なイメージとなった。テート・ギャラリーが収蔵している。

## 背景
スペイン内戦が勃発するまで、ピカソはほとんど政治に無関心だった。画商のダニエル＝ヘンリー・カーンワイラーは、当時のピカソについて、これまで知っていた中で「最も政治的でない男」だったと述べている。しかし、1936年のスペイン内戦によりピカソは大きな影響を受け、政治に関心を持つようになり、その結果、1937年に『ゲルニカ』を描いた。この作品を発表した後、ピカソは反ファシズムの象徴となった。第二次世界大戦が終わる頃には、ピカソは人道的な観点から共産党に入党していた。ピカソにとっての共産主義は、第二次世界大戦やスペイン内戦でのファシズムを否定する別の道を示すものだった。しかし、ピカソの共産党への入党は、ある種の論争を引き起こした。1948年から1951年にかけて、ピカソは世界平和評議会に出席した。1950年にシェフィールドで開催された平和会議で講演を依頼されたピカソは「私は、死よりは生を、戦争よりは平和を支持する」と述べた。

## 作品
1949年1月9日、ピカソは、パリの版画家フェルナン・ムルロのアトリエで、モノクロのリトグラフ『鳩』を制作した。この作品は、白のアルシュ紙に5枚のアーティスト・プルーフと50枚のプリントで、ギャラリー・ルイーズ・レイリスから出版された。
このリトグラフに描かれている鳩は、ピカソの友人である画家アンリ・マティスから贈られたミラノ鳩である。
ピカソの『鳩』のリトグラフは、1949年の世界平和評議会のポスターに使用された。この絵は、ピカソのアトリエを訪れたフランス共産党支持者の詩人ルイ・アラゴンが選んだものである。鳩は平和の象徴であると同時に、世界の共産主義の象徴となった。平和評議会が開かれる前日の4月20日、ピカソのパートナーであるフランソワーズ・ジローが4人目の子供を出産し、スペイン語で鳩を意味するパロマ(Paloma)と名付けられた。

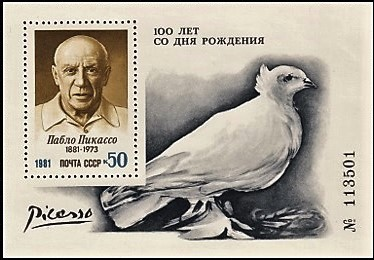
1981年にソ連で発行された切手

ピカソが描いた鳩のイメージは、世界中で平和の象徴として使用された。ピカソは1949年から亡くなるまでの間に、ポスター、版画、ドローイングなど数多くの平和の鳩を描いた作品を制作した。ヴロツワフ、ストックホルム、シェフィールド、ウィーン、ローマ、モスクワで開催された世界平和評議会では、この絵を元にしたものが使用された。平和運動によって世界中にこの絵が配布され、ピカソの名声に新たな風が吹き込まれた。
ピカソにとって鳩は、重要な政治的シンボルであると同時に、個人的なシンボルでもあった。鳩は、ピカソに画家としての技術を教えた画家である父、ホセ・ルイス・イ・ブラスコのことを思い出させるものだった。父は、1880年代にピカソが幼少期を過ごしたマラガの家で鳩を描いていた。1955年に南フランスのカンヌに移り住んだピカソは、自宅に鳩舎を建てた。1957年、ピカソは鳩に囲まれた開いた窓を描いた『スタジオ（鳩・ベラスケス）』を描いた。